# Центральный резервный банк Перу
Центральный резервный банк Перу (исп. Banco Central de Reserva del Perú) — центральный банк Перу.

## История
В 1822 году начал выпуск бумажных денежных знаков Банк Освобождения, основанный Сан-Мартином. Объём эмиссии не был значительным, уже в 1823 году банк был ликвидирован.
В 1863 году начал выпуск банкнот частный Банк Провиденсии. Затем начали выпуск банкнот другие банки: Англо-Перуанский банк, Банк Лондона и Южной Америки, Банк Арекипа и др. В 1880 году начат выпуск банкнот Административного совета Перу.
В 1922 году создан Резервный банк Перу, получивший исключительное право эмиссии. В 1931 году банк реорганизован в Центральный резервный банк Перу. В 1962 году банк национализирован.